# Rafal Reszelewski
Rafal Reszelewski, né le 22 août 1996 à Połczyn-Zdrój, est un astronome amateur polonais qui, en tant que membre du projet Sungrazing Comets, a découvert 4 comètes SOHO et est également co-découvreur de la comète à longue période C/2015 F2 (Polonia). Il est aussi le découvreur de nombreux astéroïdes.

## Biographie
Il a découvert sa première comète à l'âge de 13 ans et est considéré comme le plus jeune découvreur de comète dans le monde.
Depuis 2012, il est membre du projet TOTAS, qui utilise le télescope OGS de l'ESA à l'observatoire du Teide (Tenerife, Îles Canaries) pour rechercher des astéroïdes.
Parmi les astéroïdes qu'il a découvert, il a donné le nom du célèbre astronome polonais Michał Kusiak à l'astéroïde (376574) Michalkusiak.
Il habite à Świdwin en Pologne.

## Liste des comètes découvertes par Rafal Reszelewski
- 11 mai 2010: C/2010 J11 (SOHO-1848) - du groupe de Kreutz II.
- 22 mars 2011: C/2011 (SOHO-2036) - du groupe de Kreutz.
- 1er novembre 2011: C/2011 (SOHO-2165) - du groupe de Kreutz.
- 28 décembre 2011: C/2011 (SOHO-2216) - du groupe de Kreutz.
- 1er février 2014: P/2014 C1 (TOTAS) - une comète découverte depuis la Terre sur des photos de l'OGS Telescope de l'ESA.
- 23 mars 2015: C/2015 F2 (Polonia) - une comète à longue période découverte par Marcin Gedek, Michał Kusiak, Rafal Reszelewski et Michał Żołnowski.

## Récompenses
- 2014 - Il reçoit le prix Edgar-Wilson pour la découverte de la comète P/2014 C1 (TOTAS).